# Ernest Boulanger
Ernest Boulanger (París, 16 de setembre de 1815 — idm. 14 d'abril de 1900) fou un compositor francès. Fou el pare de les compositores Nadia Boulanger i Lili Boulanger.
Estudia en el Conservatori de la seva ciutat, sota la direcció de Halévy, Lesueur i d'Alkan, aconseguint el gran Prix de Rome (1835) per la seva gran cantata Achille. De retorn a París va escriure nombroses obres per al teatre, peces per a concert i cors orfeònics; la seva música és agradable, clara i molt elegant. El 1871 succeí a Eugene Vauthrot com a professor de cant del Conservatori.
Entre les seves composicions destaquen les òperes i òperes còmiques: 
- Le diable à l'école (1842) en un acte, estrenada amb gran èxit en l'Òpera Còmica;
- Les deux bergères (1843);
- Une voix (1845), estrenada en l'Opéra;
- La Cachette (1847);
- Les sabots de la marquise (1854);
- L'eventail (1860);
- Le Docteur Magnus (1864), estrenada en l'Opéra;
- Don Quichotte (1869), teatre líric;
- Don Mucarade (1875).

En l'Òpera estrenà la gran cantata Le Quinze d'Août aux champs (1862), i va deixar inèdites les operetes Marion i La meunière Sans Souci.